# Racing Nuoto Roma
El Racing Nuoto Roma és un club de natació i waterpolo italià de la ciutat de Roma.
Fundat el 1976 com Associazione Sportiva Racing Sporting Club Nuoto Roma. Va participar en diversos campionats professionals fins al 2008, quan la secció masculina de waterpolo es va fusionar amb la Società Sportiva Roma, donant vida a la Associazione Sportiva Roma Pallanuoto.

## Palmarès masculí
- Copa LEN
  - Campions (1): 1993-94
- Recopa d'Europa
  - Campions (1): 1995-96
  - Finalistes (1): 1996-97
- Supercopa d'Europa
  - Finalistes (1): 1996

## Palmarès femení
- Copa LEN
  - Campiones (2): 2006-07, 2007-08
- Supercopa d'Europa
  - Finalistes (2): 2007, 2008